# Grammy Award alla registrazione dell'anno
Il Grammy Award alla Registrazione dell'anno (Grammy Award for Record of the Year) è uno dei quattro Grammy Award più prestigiosi che premia l'artista e il team di realizzazione del brano candidato.
La National Academy of Recording Arts and Sciences assegna il premio dal 1959 agli artisti, produttori discografici, tecnici di registrazione, tecnico del mixaggio e tecnici di masterizzazione dei brani.

## Caratteristiche
Questi premi vengono assegnati annualmente dal 1959.  per «onorare i risultati artistici, la competenza tecnica e l'eccellenza generale nell'industria discografica, senza considerare le vendite o la posizione in classifica».
Secondo la guida alla descrizione dei 54ª edizione dei Grammy Awards, il premio viene presentato «per i singoli o le tracce di nuove registrazioni vocali o strumentali rilasciate commercialmente. È possibile iscrivere brani di un album dell'anno precedente, a condizione che il brano non sia stato iscritto l'anno precedente e che l'album non abbia vinto un Grammy. Premio all'artista o agli artisti, al produttore o ai produttori, al tecnico di registrazione e/o al mixer se diversi dall'artista». Dall'edizione successiva i tecnici di masterizzazione sono considerati candidati e premiati in questa categoria.
Durante gli anni l'assegnazione di questi premi ha seguito i seguenti criteri:
- 1959-1965: solo l'artista.
- 1966-1998: l'artista e il produttore
- 1999-a oggi: l'artista, il produttore e il resto della squadra che ha partecipato alla registrazione.

Si differenzia dal premio "canzone dell'anno" perché quest'ultimo premia colui che ha scritto il brano e non l'artista (a meno che la canzone non sia stata scritta o co-scritta dall'artista stesso).

## Vincitori e candidati

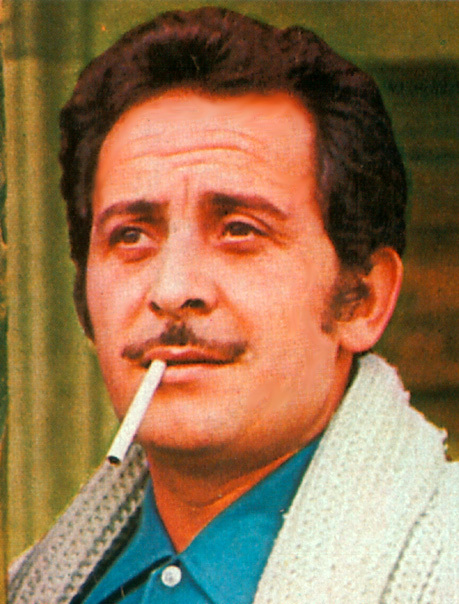
Domenico Modugno è stato il primo artista a vincere il premio nel 1959, nonché il primo ed unico artista italiano ad essere candidato e vincitore nella categoria.

### 1950
- 1959
  - Nel blu, dipinto di blu[2] - Domenico Modugno
  - Catch A Falling Star - Perry Como
  - Fever - Peggy Lee
  - The Chipmunk Song - David Seville
  - Witchcraft - Frank Sinatra

### 1960
- 1960
  - Mack the Knife - Bobby Darin
  - A Fool Such As I - Elvis Presley
  - High Hopes - Frank Sinatra
  - Like Young - André Previn
  - The Three Bells - The Browns
- 1961

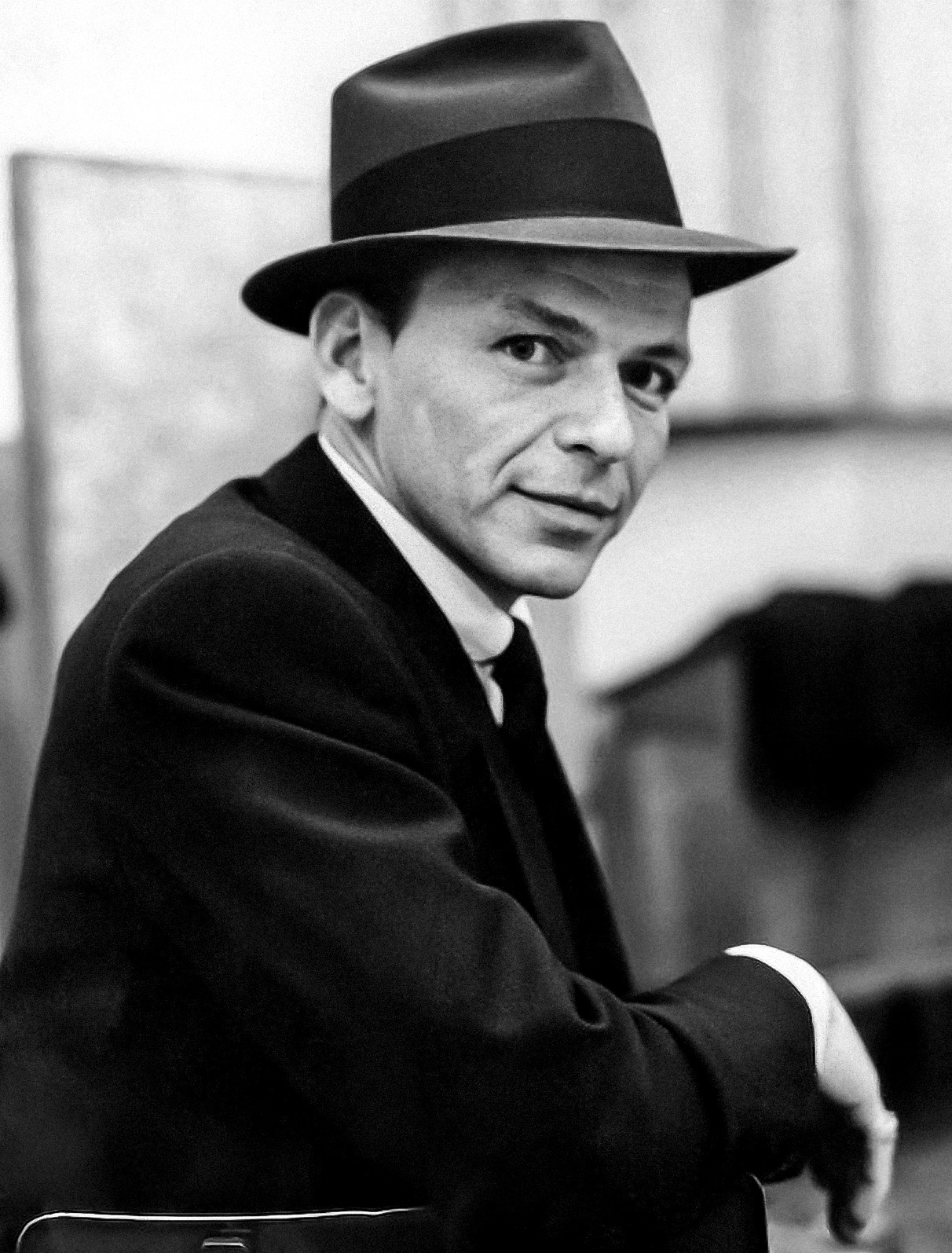
Frank Sinatra detiene il record del maggior numero di candidature come artista maschile, vincendolo nel 1967.

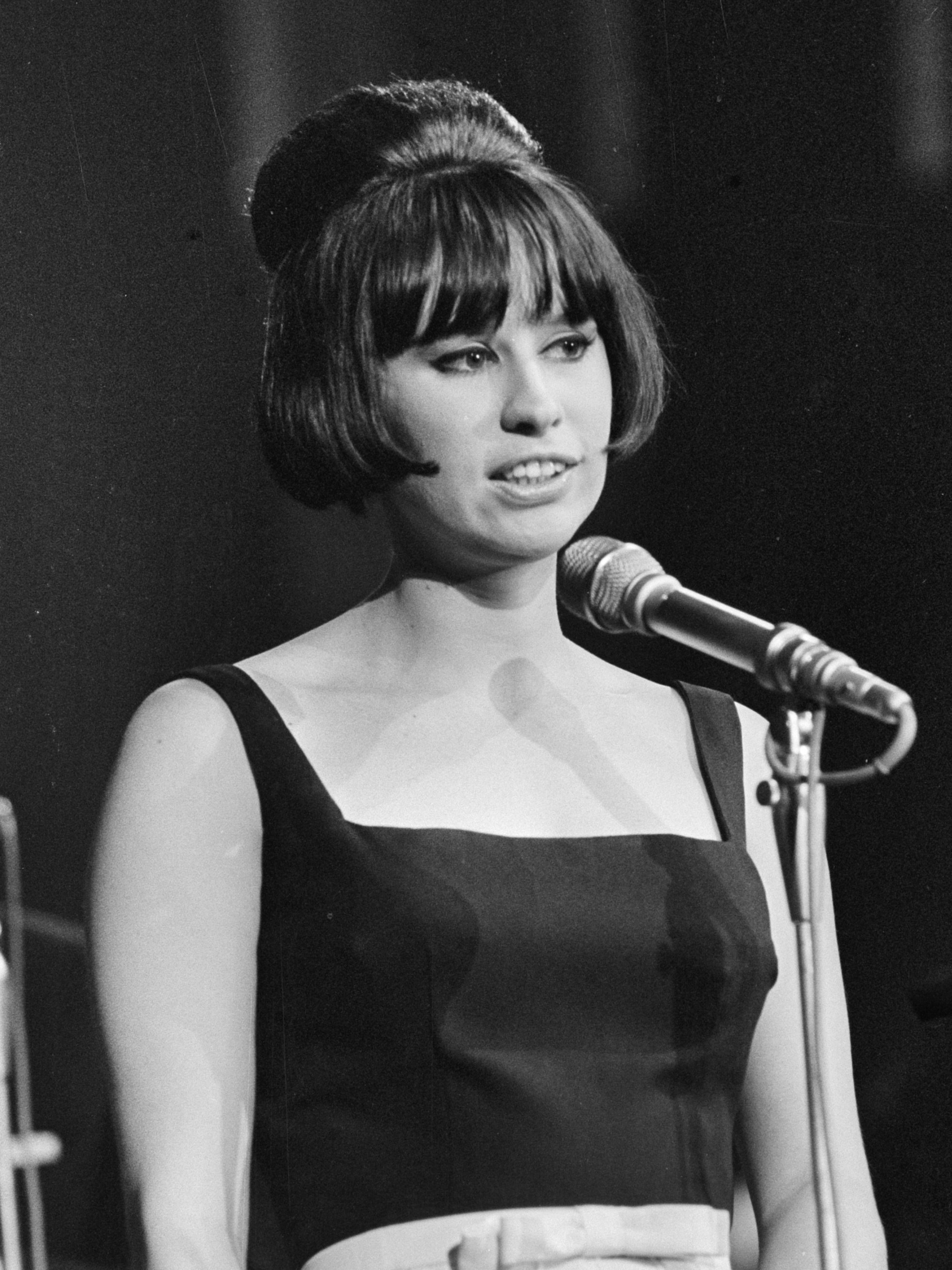
Astrud Gilberto è stata la prima artista donna a vincere nella categoria nel 1965.

  - Theme from a Summer Place - Percy Faith
  - Are You Lonesome Tonight? - Elvis Presley
  - Georgia on My Mind - Ray Charles
  - Mack the Knife - Ella Fitzgerald
  - Nice 'n' Easy - Frank Sinatra
- 1962
  - Moon River[2] - Henry Mancini
  - Big Bad John - Jimmy Dean
  - The Second Time Around - Frank Sinatra
  - Take Five - The Dave Brubeck Quartet
  - (Up a) Lazy River - Si Zentner
- 1963
  - I Left My Heart in San Francisco - Tony Bennett
  - Desafinado - Stan Getz e Charlie Byrd
  - Fly Me to the Moon - Joe Harnell
  - I Can't Stop Loving You - Ray Charles
  - What Kind Of Fool Am I? - Sammy Davis Jr.
- 1964
  - Days of Wine and Roses[2] - Henry Mancini
  - Dominique - Sœur Sourire
  - Happy Days Are Here Again - Barbra Streisand
  - I Wanna Be Around - Tony Bennett
  - Wives and Lovers - Jack Jones
- 1965
  - Garota de Ipanema - Stan Getz e Astrud Gilberto
  - Downtown - Petula Clark
  - Hello, Dolly! - Louis Armstrong
  - I Want to Hold Your Hand - The Beatles
  - People - Barbra Streisand
- 1966
  - A Taste of Honey - Herb Alpert & The Tijuana Brass; Herb Alpert e Jerry Moss (produttori)
  - Yesterday - The Beatles; George Martin (produttore)
  - The 'In' Crowd - Ramsey Lewis; Esmond Edwards (produttore)
  - King of the Road - Roger Miller; Jerry Kennedy (produttore)
  - The Shadow Of Your Smile - Tony Bennett; Al Stanton ed Ernie Altschuler (produttori)
- 1967
  - Strangers in the Night - Frank Sinatra; Jimmy Bowen (produttore)
  - Almost Persuaded - David Houston; Billy Sherrill (produttore)
  - Monday, Monday - The Mamas & the Papas; Lou Adler (produttore)
  - What Now My Love - Herb Alpert and the Tijuana Brass; Herb Alpert e Jerry Moss (produttori)
  - Winchester Cathedral - The New Vaudeville Band; Geoff Stephens (produttore)
- 1968
  - Up, Up and Away[2] - The 5th Dimension; Marc Gordon e Johnny Rivers (produttori)
  - By the Time I Get to Phoenix - Glen Campbell; Al De Lory (produttore)
  - My Cup Runneth Over - Ed Ames; Joe Reisman e Jim Foglesong (produttori)
  - Ode to Billie Joe - Bobbie Gentry; Kelly Gordon e Bobby Paris (produttori)
  - Somethin' Stupid - Nancy Sinatra e Frank Sinatra; Jimmy Bowen e Lee Hazlewood (produttori)
- 1969
  - Mrs. Robinson - Simon & Garfunkel; Roy Halee e Simon & Garfunkel (produttori)
  - Harper Valley P.T.A. - Jeannie C. Riley; Shelby Singleton (produttore)
  - Hey Jude - The Beatles; George Martin (produttore)
  - Honey - Bobby Goldsboro; Bob Montgomery & Bobby Goldsboro (produttori)
  - Wichita Lineman - Glen Campbell; Al De Lory (produttore)

### 1970
- 1970

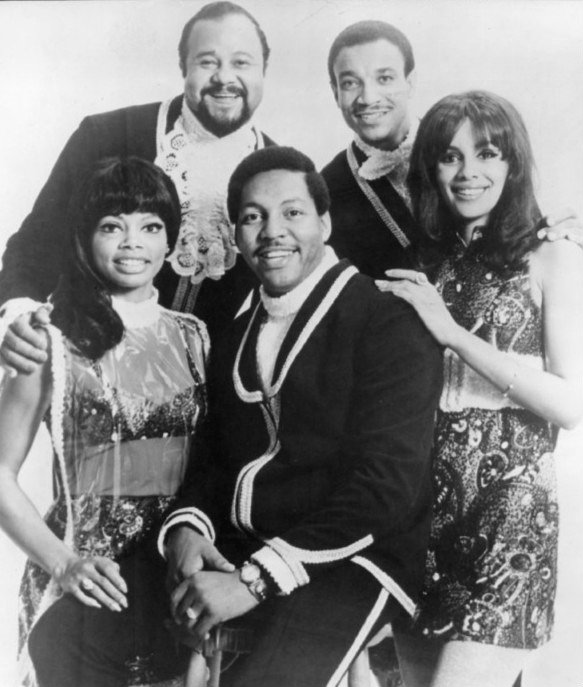
The 5th Dimension hanno vinto due volte nella categoria, nel 1968 e nel 1970.

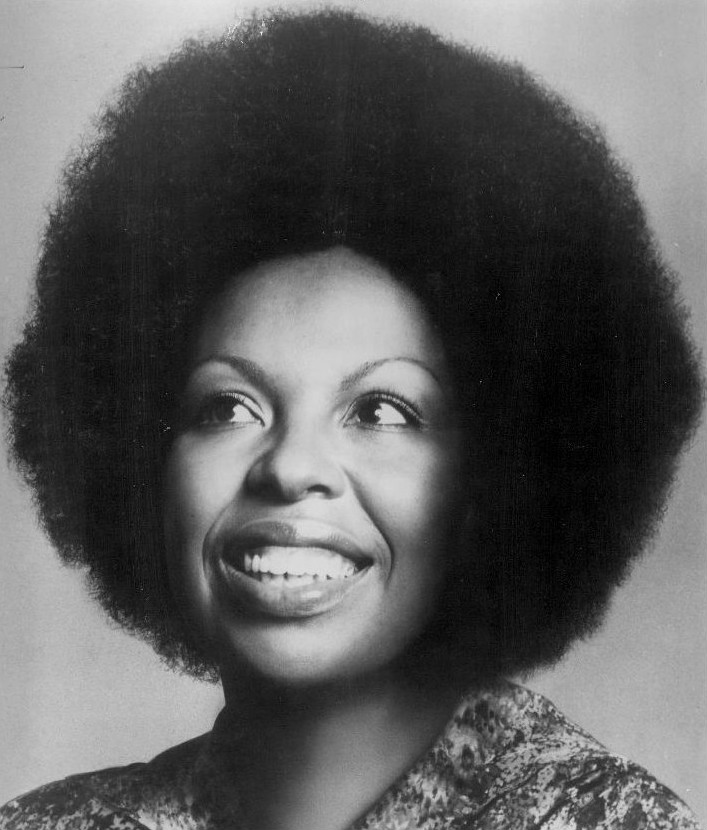
Roberta Flack è stata la prima artista a vincere il premio per due anni consecutivi nel 1973 e 1974.

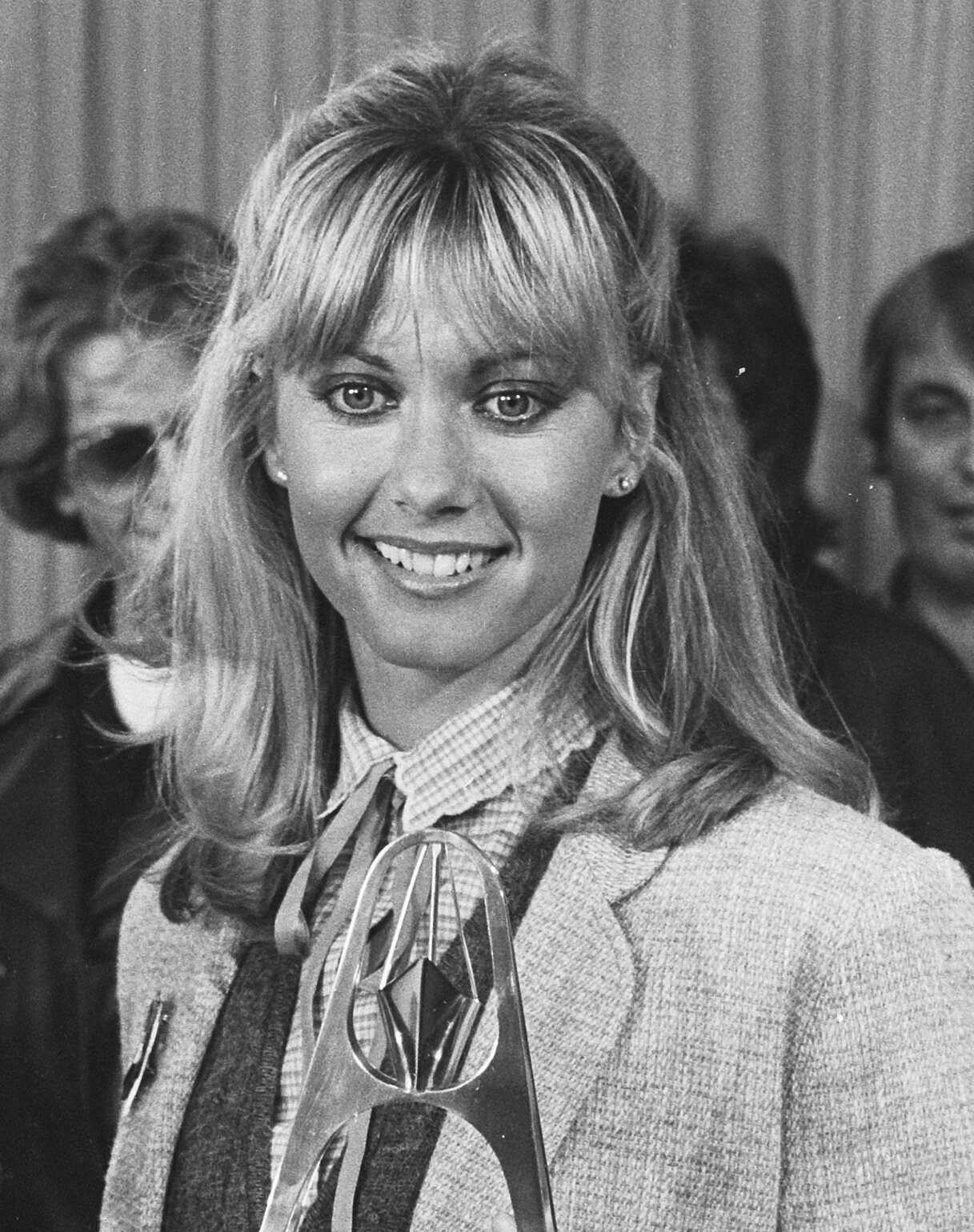
Olivia Newton-John è stata la prima artista australiana a vincere nella categoria nel 1975.

  - Aquarius/Let the Sunshine In - The 5th Dimension; Bones Howe (produttore)
  - A Boy Named Sue - Johnny Cash; Bob Johnston (produttore)
  - Is That All There Is? - Peggy Lee; Jerry Leiber e Mike Stoller (produttori)
  - Love Theme from Romeo and Juliet - Henry Mancini; Joe Reisman (produttore)
  - Spinning Wheel - Blood, Sweat & Tears; James Guercio (produttore)
- 1971
  - Bridge over Troubled Water[2] - Simon & Garfunkel; Roy Halee, Paul Simon ed Art Garfunkel (produttori)
  - (They Long to Be) Close to You - The Carpenters; Jack Daugherty (produttore)
  - Everything Is Beautiful - Ray Stevens; Ray Stevens (produttore)
  - Fire and Rain - James Taylor; Peter Asher (produttore)
  - Let It Be - The Beatles; George Martin (produttore)
- 1972
  - It's Too Late - Carole King; Lou Adler (produttore)
  - Joy To The World - Three Dog Night; Richard Podolor (produttore)
  - My Sweet Lord - George Harrison; George Harrison e Phil Spector (produttori)
  - Theme From Shaft - Isaac Hayes; Isaac Hayes (produttore)
  - You've Got a Friend - James Taylor; Peter Asher (produttore)
- 1973
  - The First Time Ever I Saw Your Face[2] - Roberta Flack; Joel Dorn (produttore)
  - Alone Again (Naturally) - Gilbert O'Sullivan; Gordon Mills e Gilbert O'Sullivan (produttori)
  - American Pie - Don McLean; Ed Freeman (produttore)
  - Song Sung Blue - Neil Diamond; Tom Catalano e Neil Diamond (produttori)
  - Without You - Harry Nilsson; Richard Perry (produttore)
- 1974
  - Killing Me Softly with His Song[2] - Roberta Flack; Joel Dorn (produttore)
  - Bad, Bad Leroy Brown - Jim Croce; Terry Cashman & Tommy West (produttori)
  - Behind Closed Doors - Charlie Rich; Billy Sherrill (produttore)
  - You Are the Sunshine of My Life - Stevie Wonder; Stevie Wonder (produttore)
  - You're So Vain - Carly Simon; Richard Perry (produttore)
- 1975
  - I Honestly Love You - Olivia Newton-John; John Farrar (produttore)
  - Don't Let the Sun Go Down on Me - Elton John; Gus Dudgeon (produttore)
  - Feel Like Makin' Love - Roberta Flack; Rubina Flake (produttore)
  - Help Me - Joni Mitchell; Joni Mitchell e Henry Lewy (produttori)
  - Midnight At The Oasis - Maria Muldaur; Joe Boyd e Lenny Waronker (produttori)
- 1976
  - Love Will Keep Us Together - Captain & Tennille; Daryl Dragon (produttore)
  - At Seventeen - Janis Ian; Brooks Arthur (produttore)
  - Lyin' Eyes - Eagles; Bill Szymczyk (produttore)
  - Mandy - Barry Manilow; Ron Dante, Barry Manilow & Clive Davis (produttori)
  - Rhinestone Cowboy - Glen Campbell; Dennis Lambert & Brian Potter (produttori)
- 1977
  - This Masquerade - George Benson; Tommy LiPuma (produttore)
  - Afternoon Delight - Starland Vocal Band; Milt Okun (produttore)
  - 50 Ways to Leave Your Lover - Paul Simon; Paul Simon & Phil Ramone (produttori)
  - I Write The Songs - Barry Manilow; Ron Dante & Barry Manilow (produttori)
  - If You Leave Me Now - Chicago; James Guercio (produttore)
- 1978
  - Hotel California - Eagles; Bill Szymczyk (produttore)
  - Blue Bayou - Linda Ronstadt; Peter Asher (produttore)
  - Don't It Make My Brown Eyes Blue - Crystal Gayle; Allen Reynolds (produttore)
  - Evergreen (Love Theme from A Star Is Born) - Barbra Streisand; Barbra Streisand e Phil Ramone (produttori)
  - You Light Up My Life - Debby Boone; Joe Brooks (produttore)
- 1979
  - Just the Way You Are[2] - Billy Joel; Phil Ramone (produttore)
  - Baker Street - Gerry Rafferty; Hugh Murphy & Gerry Rafferty (produttori)
  - Feels So Good - Chuck Mangione; Chuck Mangione (produttore)
  - Stayin' Alive - Bee Gees; Bee Gees, Albhy Galuten & Karl Richardson (produttori)
  - You Needed Me - Anne Murray; Jim Ed Norman (produttore)

### 1980

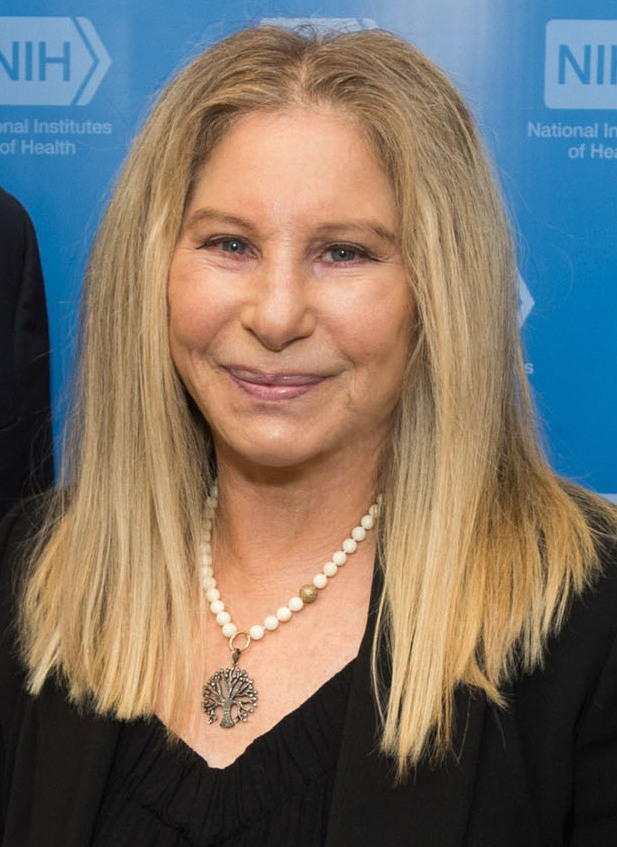
Barbra Streisand ha ricevuto cinque candidature nella categoria.

- 1980
  - What a Fool Believes[2] - The Doobie Brothers; Ted Templeman (produttore)
  - After the Love Has Gone -  Earth, Wind & Fire; Maurice White (produttore)
  - I Will Survive - Gloria Gaynor; Freddie Perren e Dino Fekaris (produttori)
  - The Gambler - Kenny Rogers; Larry Butler (produttore)
  - You Don't Bring Me Flowers - Barbra Streisand e Neil Diamond; Bob Gaudio (produttore)
- 1981
  - Sailing[2] - Christopher Cross; Michael Omartian (produttore)
  - The Rose - Bette Midler; Paul A. Rothchild (produttore)
  - Lady - Kenny Rogers; Lionel Richie (produttore)
  - Theme from New York, New York - Frank Sinatra; Sonny Burke (produttore)
  - Woman in Love - Barbra Streisand; Gibb-Galuten-Richardson (produttore)
- 1982
  - Bette Davis Eyes[2] - Kim Carnes; Val Garay (produttore)
  - Arthur's Theme (Best That You Can Do) - Christopher Cross; Michael Omartian (produttore)
  - (Just Like) Starting Over - John Lennon; John Lennon, Yoko Ono e Jack Douglas (produttori)
  - Endless Love - Diana Ross e Lionel Richie; Lionel Richie (produttore)
  - Just the Two of Us - Grover Washington Jr. e Bill Withers; Ralph MacDonald e Grover Washington Jr. (produttori)
- 1983
  - Rosanna - Toto; Toto (produttori)
  - Steppin' Out - Joe Jackson; David Kershenbaum e Joe Jackson (produttori)
  - Ebony and Ivory - Paul McCartney e Stevie Wonder; George Martin (produttore)
  - Always on My Mind - Willie Nelson; Chips Moman (produttore)
  - Chariots of Fire - Vangelis; Vangelis (produttore)
- 1984
  - Beat It - Michael Jackson; Michael Jackson e Quincy Jones (produttori)
  - Flashdance... What a Feeling - Irene Cara; Giorgio Moroder (produttore)
  - Every Breath You Take - The Police; The Police e Hugh Padgham (produttori)
  - All Night Long (All Night) - Lionel Richie; Lionel Richie e James Anthony Carmichael (produttori)
  - Maniac - Michael Sembello; Phil Ramone e Michael Sembello (produttori)
- 1985
  - What's Love Got to Do with It[2] - Tina Turner; Terry Britten (produttore)
  - Hard Habit To Break - Chicago; David Foster (produttore)
  - Girls Just Want to Have Fun - Cyndi Lauper; Rick Chertoff (produttore)
  - The Heart Of Rock & Roll - Huey Lewis and the News; Huey Lewis and the News (produttori)
  - Dancing in the Dark - Bruce Springsteen; Jon Landau, Chuck Plotkin, Little Steven e Bruce Springsteen (produttori)
- 1986
  - We Are the World[2] - USA for Africa; Quincy Jones (produttore)
  - Money for Nothing - Dire Straits; Neil Dorfsman e Mark Knopfler (produttori)
  - The Boys of Summer - Don Henley; Don Henley, Danny Kortchmar, Greg Ladanyi e Mike Campbell (produttori)
  - The Power of Love - Huey Lewis and the News; Huey Lewis and the News (produttori)
  - Born in the U.S.A. - Bruce Springsteen; Jon Landau, Chuck Plotkin, Little Steven e Bruce Springsteen (produttori)
- 1987
  - Higher Love - Steve Winwood; Russ Titelman e Steve Winwood (produttori)
  - Sledgehammer - Peter Gabriel; Peter Gabriel e Daniel Lanois (produttori)
  - Greatest Love of All - Whitney Houston; Michael Masser (produttore)
  - Addicted to Love - Robert Palmer; Bernard Edwards (produttore)
  - That's What Friends Are For - Dionne Warwick & Friends (Elton John, Gladys Knight e Stevie Wonder); Burt Bacharach e Carole Bayer Sager (produttori)
- 1988
  - Graceland - Paul Simon; Paul Simon (produttore)
  - La Bamba - Los Lobos; Los Lobos e Mitchell Froom (produttori)
  - I Still Haven't Found What I'm Looking For - U2; Brian Eno e Daniel Lanois (produttori)
  - Luka - Suzanne Vega; Steve Addabbo e Lenny Kaye (produttori)
  - Back In The High Life Again - Steve Winwood; Russ Titelman e Steve Winwood (produttori)
- 1989
  - Don't Worry, Be Happy[2] - Bobby McFerrin; Linda Goldstein (produttore)
  - Giving You the Best That I Got -  Anita Baker; Michael J. Powell (produttore)
  - Fast Car -  Tracy Chapman; David Kershenbaum (produttore)
  - Man in the Mirror -  Michael Jackson; Michael Jackson e Quincy Jones (produttori)
  - Roll with It - Steve Winwood; Steve Winwood e Tom Lord-Alge (produttori)

### 1990

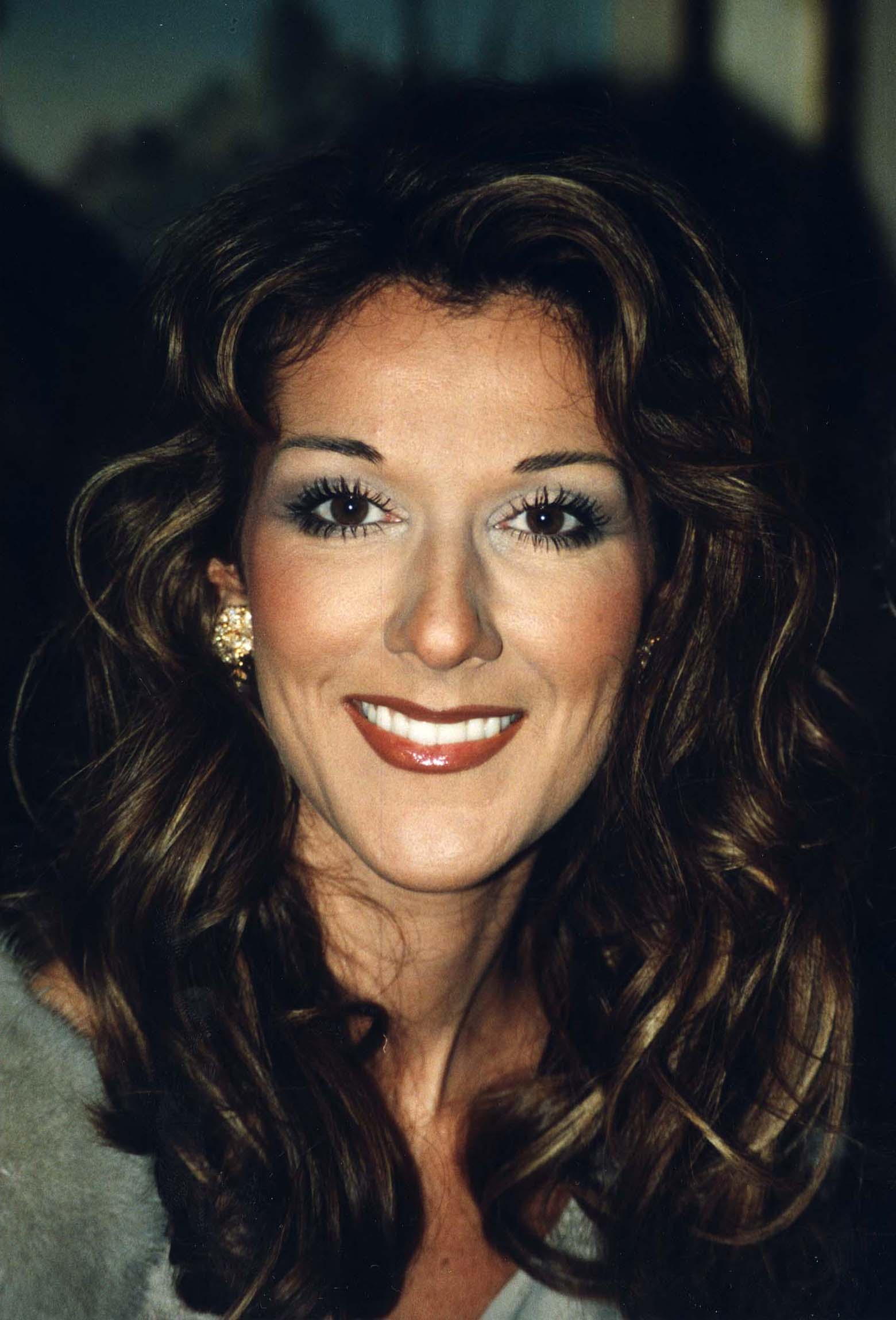
Céline Dion ha ottenuto tre candidature nella categoria negli anni '90, vincendo con My Heart Will Go On nel 1999.

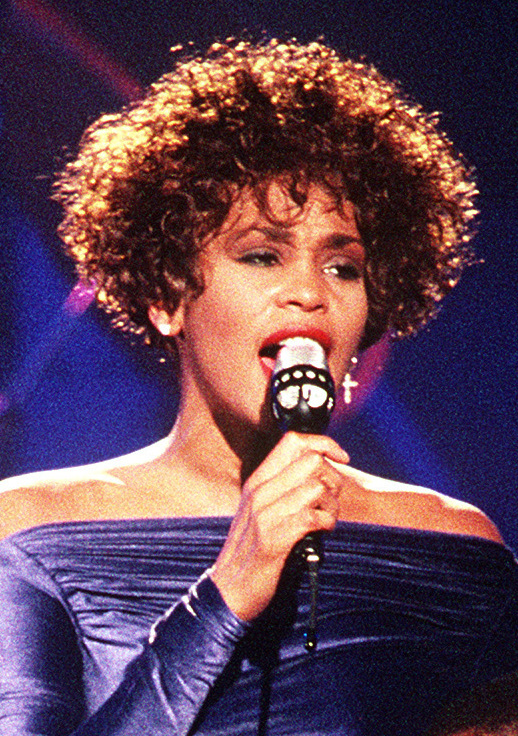
Whitney Houston ha ottenuto due candidature nella categoria, vincendo per I Will Always Love You nel 1994.

- 1990
  - Wind Beneath My Wings[2] - Bette Midler; Arif Mardin (produttore)
  - The End of the Innocence - Don Henley; Don Henley e Bruce Hornsby (produttori)
  - She Drives Me Crazy - Fine Young Cannibals; David Z e Fine Young Cannibals (produttori)
  - We Didn't Start the Fire - Billy Joel; Mick Jones e Billy Joel (produttori)
  - The Living Years - Mike + The Mechanics; Christopher Neil e Mike Rutherford (produttori)
- 1991
  - Another Day in Paradise - Phil Collins; Hugh Padgham e Phil Collins (produttori)
  - Vision of Love - Mariah Carey; Rhett Lawrence e Narada Michael Walden (produttori)
  - U Can't Touch This - MC Hammer; MC Hammer (produttore)
  - From a Distance - Bette Midler; Arif Mardin (produttore)
  - Nothing Compares 2 U - Sinéad O'Connor; Sinéad O'Connor e Nellee Hooper (produttori)
- 1992
  - Unforgettable[2] - Natalie Cole e Nat King Cole; David Foster (produttore)
  - (Everything I Do) I Do It for You -  Bryan Adams; Robert John "Mutt" Lange (produttore)
  - Baby Baby - Amy Grant; Keith Thomas (produttore)
  - Something to Talk About - Bonnie Raitt; Bonnie Raitt e Don Was (produttori)
  - Losing My Religion - R.E.M.; Scott Litt e R.E.M. (produttori)
- 1993
  - Tears in Heaven[2] - Eric Clapton; Russ Titelman (produttore)
  - Achy Breaky Heart - Billy Ray Cyrus; Joe Scaife e Jim Cotton (produttori)
  - Beauty and the Beast - Céline Dion e Peabo Bryson; Walter Afanasieff (produttore)
  - Constant Craving - k.d. lang; Greg Penny, Ben Mink e k.d. lang (produttori)
  - Save the Best for Last - Vanessa L. Williams; Keith Thomas (produttore)
- 1994
  - I Will Always Love You - Whitney Houston; David Foster (produttore)
  - A Whole New World - Peabo Bryson e Regina Belle; Walter Afanasieff (produttore)
  - The River of Dreams - Billy Joel; Joe Nicolo e Danny Kortchmar (produttori)
  - If I Ever Lose My Faith in You - Sting; Sting e Hugh Padgham (produttori)
  - Harvest Moon - Neil Young; Neil Young e Ben Keith (produttori)
- 1995
  - All I Wanna Do - Sheryl Crow; Bill Bottrell (produttore)
  - I'll Make Love to You - Boyz II Men; Babyface (produttore)
  - He Thinks He'll Keep Her - Mary Chapin Carpenter; Mary Chapin Carpenter e John Jennings (produttori)
  - Love Sneakin' Up On You - Bonnie Raitt; Don Was e Bonnie Raitt (produttori)
  - Streets of Philadelphia - Bruce Springsteen; Bruce Springsteen e Chuck Plotkin (produttori)
- 1996
  - Kiss from a Rose[2] - Seal; Trevor Horn (produttore)
  - One Sweet Day - Mariah Carey e Boyz II Men; Mariah Carey e Walter Afanasieff (produttori)
  - Gangsta's Paradise - Coolio; Doug Rasheed (produttore)
  - One of Us - Joan Osborne; Rick Chertoff (produttore)
  - Waterfalls - TLC; Patrick Brown, Rico Wade e Ray Murray (produttori)
- 1997
  - Change the World[2] - Eric Clapton; Babyface (produttore)
  - Give Me One Reason - Tracy Chapman; Tracy Chapman e Don Gehman (produttori)
  - Because You Loved Me - Céline Dion; David Foster (produttore)
  - Ironic - Alanis Morissette; Glen Ballard (produttore)
  - 1979 - Smashing Pumpkins; Flood e Alan Moulder (produttori)
- 1998
  - Sunny Came Home[2] - Shawn Colvin; John Leventhal (produttore)
  - Where Have All the Cowboys Gone? -  Paula Cole; Paula Cole (produttore)
  - Everyday Is a Winding Road - Sheryl Crow; Sheryl Crow (produttore)
  - MMMBop - Hanson; Dust Brothers e Stephen Lironi (produttori)
  - I Believe I Can Fly - R. Kelly; R. Kelly (produttore)
- 1999
  - My Heart Will Go On[2] - Céline Dion; Walter Afanasieff, Simon Franglen e James Horner (produttori); Simon Franglen, Humberto Gatica e David Gleeson (ingegneri/mixers)
  - The Boy Is Mine -  Brandy Norwood e Monica; Dallas Austin, Brandy e Rodney Jerkins (produttori); Leslie Brathwalte, Ben Garrison, Rodney Jerkins e Dexter Simmons (ingegneri/mixers)
  - Iris - Goo Goo Dolls; Rob Cavallo e Goo Goo Dolls (produttori); Jack Joseph Puig e Allen Sides (ingegneri/mixers)
  - Ray of Light - Madonna; Madonna e William Orbit (produttori); Pat McCarthy (ingegnere/mixer)
  - You're Still the One - Shania Twain; Robert John "Mutt" Lange (produttore); Jeff Balding e Mike Shipley (ingegneri/mixers)

### 2000

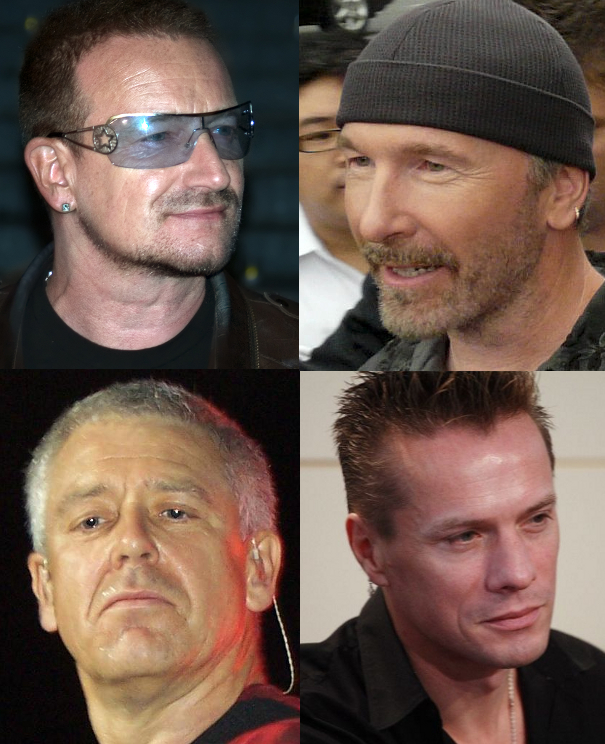
U2 sono il primo gruppo ad avere vinto il premio in due anni consecutivi con due brani tratti dallo stesso album All That You Can't Leave Behind.

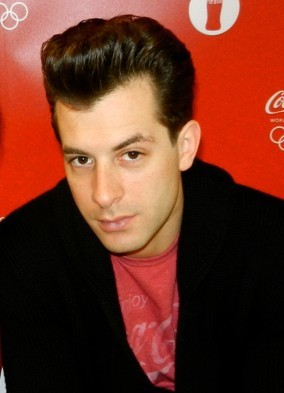
Mark Ronson è l'unico artista ad aver vinto il premio sia come artista principale, con Uptown Funk, che come produttore discografico, per Rehab di Amy Winehouse.

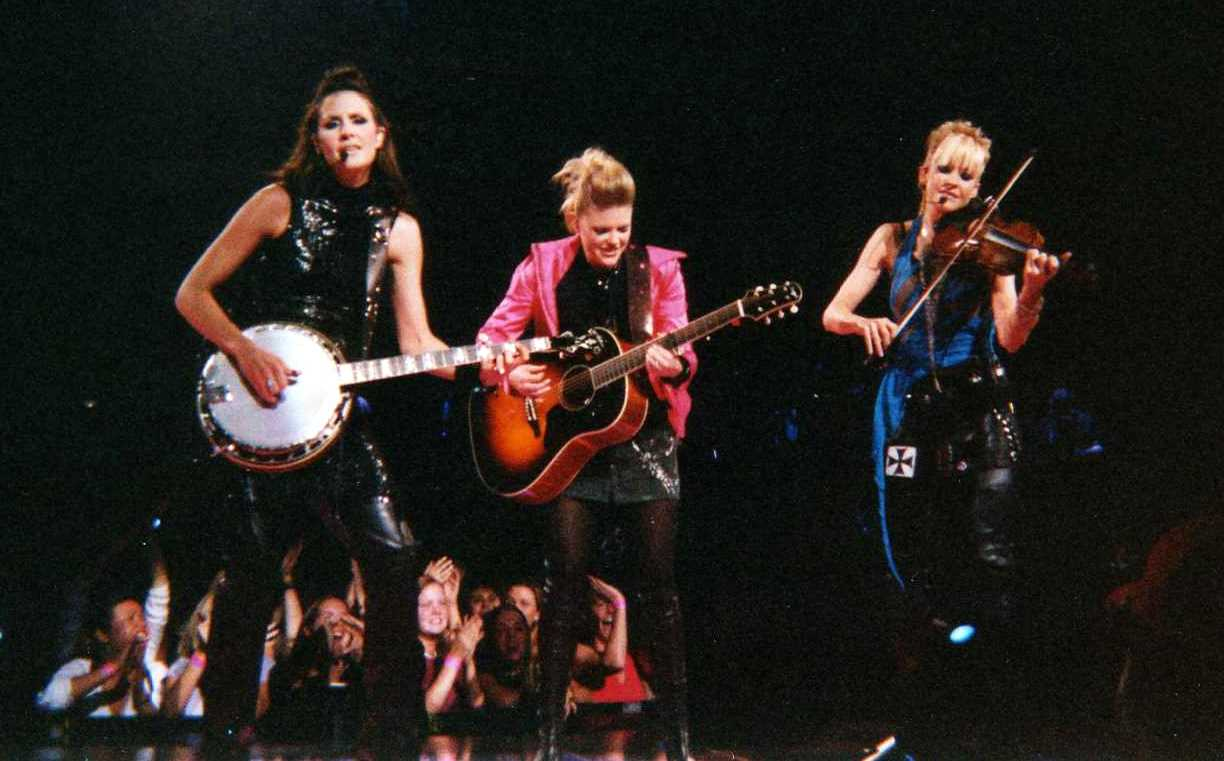
The Chicks sono state il primo gruppo femminile a vincere tutte e tre le principali categorie (registrazione dell'anno, album dell'anno e canzone dell'anno) nel 2007.

- 2000
  - Smooth[2] - Carlos Santana e Rob Thomas; Matt Serletic (produttore); David Thoener (ingegnere/mixer)
  - I Want It That Way -  Backstreet Boys; Kristian Lundin e Max Martin (produttori); Kristian Lundin e Max Martin (ingegneri/mixers)
  - Believe - Cher; Brian Rawling e Mark Taylor (produttori); Mark Taylor (ingegnere/mixer)
  - Livin' la vida loca - Ricky Martin; Desmond Child e Robi Rosa (produttori); Charles Dye (ingegnere/mixer)
  - No Scrubs - TLC; Kevin "Shekspere" Briggs (produttore); Leslie Brathwaite e Carlton Lynn (ingegneri/mixers)
- 2001
  - Beautiful Day[2] - U2; Brian Eno e Daniel Lanois (produttori); Steve Lillywhite e Richard Rainey (ingegnere/mixer)
  - Say My Name - Destiny's Child; Rodney Jerkins (produttore); LaShawn Daniels, Brad Gilderman e Jean-Marie Horvat (ingegneri/mixers)
  - I Try - Macy Gray; Andrew Slater (produttore); Darryl Swann e Dave Way (ingegneri/mixers)
  - Music - Madonna; Mirwais Ahmadzaï e Madonna (produttori)
  - Bye Bye Bye - 'N Sync; Jake Lundin e Kristian Lundin (produttori); Mike Tucker (ingegnere/mixer)
- 2002
  - Walk On - U2; Brian Eno e Daniel Lanois (produttori); Steve Lillywhite e Richard Rainey (ingegnere/mixer)
  - Video - India.Arie; India.Arie e Carlos “Six July” Broady (produttori); Kevin Haywood e Mike Shipley (ingegnere/mixer)
  - Fallin' - Alicia Keys; Alicia Keys (produttore); Kerry “Krucial” Brothers e Russ Elevado (ingegnere/mixer)
  - Ms. Jackson - OutKast; Earthtone III (produttore); John Frye e Neal H. Pogue (ingegnere/mixer)
  - Drops of Jupiter - Train; Brendan O'Brien (produttore); Nick DiDia, Brendan O'Brien e Ryan Williams (ingegnere/mixer)
- 2003
  - Don't Know Why[2] - Norah Jones; Norah Jones, Arif Mardin e Jay Newland (produttori); Arif Mardin e Jay Newland (ingegneri/mixers)
  - A Thousand Miles - Vanessa Carlton; Ron Fair (produttore); Tal Herzberg, Jack Joseph Puig e Michael C. Ross (ingegneri/mixers)
  - Without Me - Eminem; Jeff Bass e Eminem (produttori); Steve King (ingegnere/mixer)
  - Dilemma - Nelly e Kelly Rowland; Bam e Ryan Bowser (produttori); Brian Garten (ingegnere/mixer)
  - How You Remind Me - Nickelback; Nickelback e Rick Parashar (produttori); Joey Moi e Randy Staub (ingegneri/mixers)
- 2004
  - Clocks - Coldplay; Coldplay e Ken Nelson (produttori); Coldplay, Ken Nelson e Mark Phythian (ingegneri/mixers)
  - Crazy in Love -  Beyoncé e Jay-Z; Rich Harrison e Beyoncé Knowles (produttori); Jim Caruana e Tony Maserati (ingegneri/mixers)
  - Where Is the Love? - Black Eyed Peas e Justin Timberlake; Ron Fair e will.i.am (produttori); Dylan Dresdow e Tony Maserati (ingegneri/mixers)
  - Lose Yourself - Eminem; Eminem (produttore); Eminem, Steve King e Micheal Strange Jr. (ingegneri/mixers)
  - Hey Ya! - OutKast; André 3000 (produttore); Kevin “KD” Davis, John Frye, Robert Hannon, Pete Novak e Neal Pogue (ingegneri/mixers)
- 2005
  - Here We Go Again - Ray Charles e Norah Jones; John Burk (produttore); Mark Fleming, Terry Howard e Al Schmitt (ingegneri/mixers)
  - Let's Get It Started -  Black Eyed Peas; will.i.am (produttore); Mark "Spike" Stent e will.i.am (ingegneri/mixers)
  - American Idiot - Green Day; Billie Joe Armstrong, Rob Cavallo, Mike Dirnt e Tré Cool (produttori); Chris Lord-Alge e Doug McKean (ingegneri/mixers)
  - Heaven - Los Lonely Boys; John Porter (produttore); Steve Chadie e John Porter (ingegneri/mixers)
  - Yeah! - Usher, Lil Jon e Ludacris; Jonathan "Lil Jon" Smith (produttore); John Frye, Donnie Scantz, Jonathan "Lil Jon" Smith, The Trak Starz e Mark Vinten (ingegneri/mixers)
- 2006
  - Boulevard of Broken Dreams - Green Day; Rob Cavallo e Green Day (produttori); Chris Lord-Alge e Doug McKean (ingegneri/mixers)
  - We Belong Together - Mariah Carey; Mariah Carey, Jermaine Dupri e Manuel Seal (produttori); Brian Garten, John Horesco IV e Phil Tan (ingegneri/mixers)
  - Feel Good Inc - Gorillaz; Jason Cox, Danger Mouse, Dring e Gorillaz (produttori); Jason Cox, Danger Mouse e Gorillaz (ingegneri/mixers)
  - Hollaback Girl - Gwen Stefani; The Neptunes (produttori); Andrew Coleman e Phil Tan (ingegneri/mixers)
  - Gold Digger - Kanye West; Jon Brion e Kanye West (produttori); Tom Biller, Andrew Dawson, Mike Dean e Anthony Kilhoffer (ingegneri/mixers)
- 2007
  - Not Ready to Make Nice[2] - Dixie Chicks; Rick Rubin (produttore); Richard Dodd, Jim Scott e Chris Testa (ingegneri/mixers)
  - Be Without You - Mary J. Blige; Bryan-Michael Cox e Ron Fair producers; Danny Cheung, Tal Herzberg, Dave "Hard-Drive" Pensado e Allen Sides (ingegneri/mixers)
  - You're Beautiful - James Blunt; Tom Rothrock (produttore); Tom Rothrock e Mike Tarantino (ingegneri/mixers)
  - Crazy - Gnarls Barkley; Danger Mouse (produttore); Ben H. Allen, Danger Mouse e Kennie Takahashi (ingegneri/mixers)
  - Put Your Records On - Corinne Bailey Rae; Steve Chrisanthou (produttore); Steve Chrisanthou e Jeremy Wheatley (ingegneri/mixers)
- 2008
  - Rehab[2] - Amy Winehouse; Mark Ronson (produttore); Tom Elmhirst, Mark Ronson, Dom Morley, Vaughan Merrick e Gabriel Roth (ingegneri/mixers)
  - Irreplaceable - Beyoncé; Beyoncé Knowles, Shaffer Smith e Stargate (produttori); Jim Caruana, Jason Goldstein e Geoff Rice (ingegneri/mixers)
  - The Pretender - Foo Fighters; Gil Norton (produttore); Adrian Bushby e Rich Costey (ingegneri/mixers)
  - Umbrella - Rihanna e Jay-Z; Kuk Harrell e C. "Tricky" Stewart (produttori); Kuk Harrell e Manny Marroquin (ingegneri/mixers)
  - What Goes Around... Comes Around - Justin Timberlake; Nate (Danja) Hills, Timbaland e Justin Timberlake (produttori); Jimmy Douglass e Timbaland (ingegneri/mixers)
- 2009
  - Please Read the Letter - Robert Plant e Alison Krauss; T Bone Burnett (produttore); Mike Piersante (ingegnere/mixer)
  - Chasing Pavements - Adele; Eg White (produttore); Tom Elmhirst e Steve Price (ingegnere/mixer)
  - Viva la Vida - Coldplay; Markus Dravs, Brian Eno e Rik Simpson (produttori); Michael Brauer e Rik Simpson (ingegneri/mixers)
  - Bleeding Love - Leona Lewis; Simon Cowell, Clive Davis e Ryan Tedder (produttori); Craig Durrance, Phil Tan e Ryan Tedder (ingegneri/mixers)
  - Paper Planes - M.I.A.; Diplo (produttore); Switch (ingegnere/mixer)

### 2010
- 2010[3]

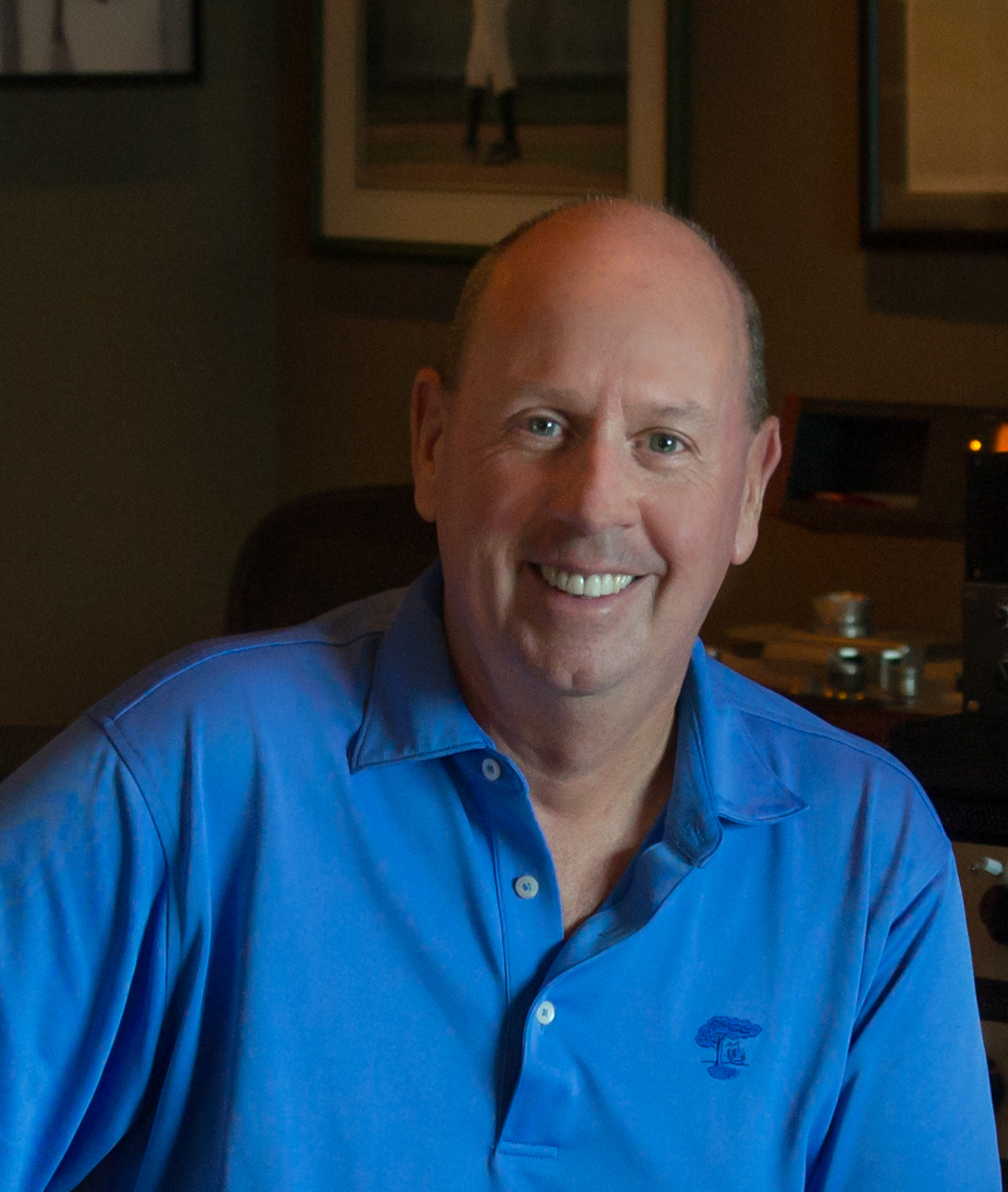
Tom Coyne detiene il record del maggior numero di vittorie in questa categoria come ingegnere di masterizzazione con quattro vittorie consecutive

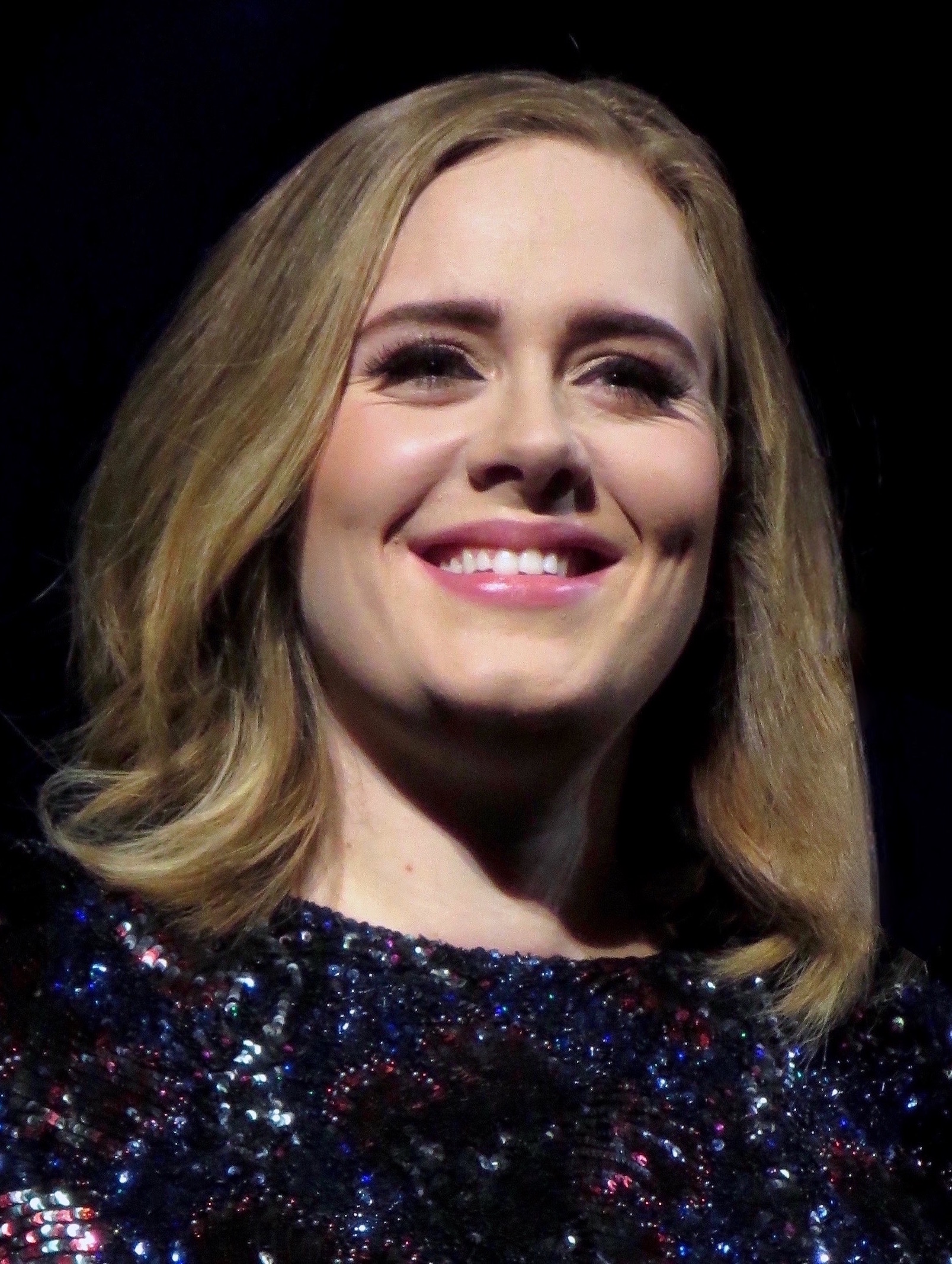
Adele ha vinto due volte nella categoria, nel 2012 e nel 2017.

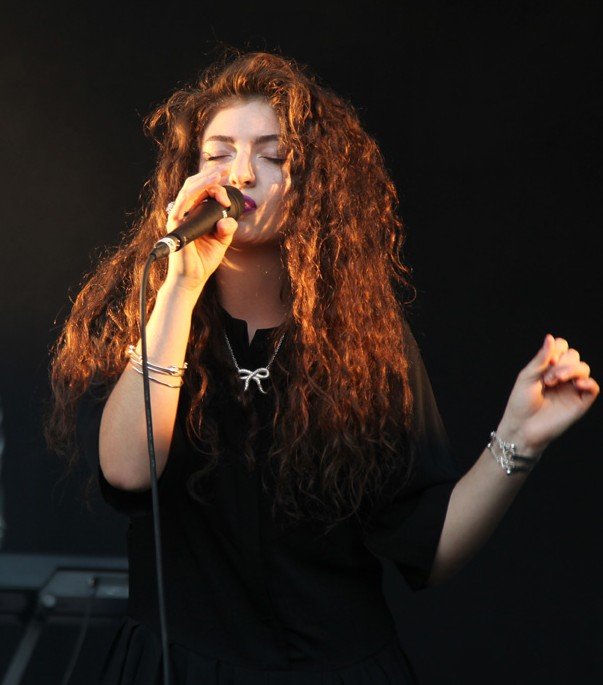
Lorde è stata l'artista più giovane candidata nella categoria a diciassette anni nel 2014.

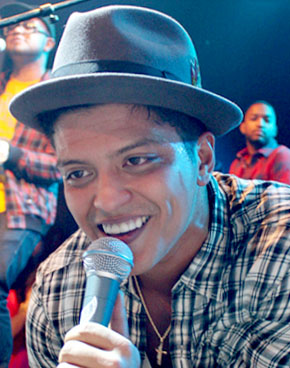
Bruno Mars è stato candidato sette volte nella categoria, vincendo tre volte il premio.

  - Use Somebody - Kings of Leon; Jacquire King e Angelo Petraglia (produttori); Jacquire King (ingegnere/mixers)
  - Halo - Beyoncé; Beyoncé Knowles e Ryan Tedder (produttori); Jim Caruana, Mark "Spike" Stent e Ryan Tedder (ingegneri/mixers)
  - I Gotta Feeling - The Black Eyed Peas; David Guetta e Frederick Riesterer (produttori); will.i.am, Dylan "3-D" Dresdow e Padraic "Padlock" Kerin (ingegneri/mixers)
  - Poker Face - Lady Gaga; RedOne (produttore); Robert Orton, RedOne e Dave Russell (ingegneri/mixers)
  - You Belong with Me - Taylor Swift; Nathan Chapman e Taylor Swift (produttori); Chad Carlson e Justin Niebank (ingegneri/mixers)
- 2011[4]
  - Need You Now[2] - Lady Antebellum; Lady Antebellum e Paul Worley (produttori); Clarke Schleicher (ingegnere/mixers)
  - Nothin' on You - B.o.B feat. Bruno Mars; The Smeezingtons (produttori); Ari Levine (ingegnere/mixer)
  - Love the Way You Lie - Eminem feat. Rihanna; Alex da Kid e Makeba Riddick (produttori); Alex da Kid, Eminem e Mike Strange (ingegneri/mixers)
  - Fuck You! - Cee Lo Green; The Smeezingtons (produttori)
  - Empire State of Mind - Jay-Z feat. Alicia Keys; Angela Hunte, Jane't "Jnay" Sewell-Ulepic e Al Shux (produttori); Ken Duro Ifill, Gimel "Young Guru" Keaton e Ann Mincieli (ingegneri/mixers)
- 2012[5]
  - Rolling in the Deep[2] - Adele; Paul Epworth (produttore); Tom Elmhirst e Mark Rankin (ingegneri/mixers)
  - Holocene - Bon Iver; Justin Vernon (produttore); Brian Joseph e Justin Vernon (ingegneri/mixers)
  - Grenade - Bruno Mars; The Smeezingtons (produttori); Ari Levine e Manny Marroquin (ingegneri/mixers)
  - The Cave - Mumford & Sons; Markus Dravs (produttore); Francois Chevallier e Ruadhri Cushnan (ingegneri/mixers)
  - Firework - Katy Perry; Mikkel S. Eriksen, Tor Erik Hermansen e Sandy Vee (produttori); Mikkel S. Eriksen, Phil Tan, Sandy Vee e Miles Walker (ingegneri/mixers)
- 2013[6]
  - Somebody That I Used to Know - Gotye e Kimbra; Wally de Backer (produttore); Wally de Backer e François Tétaz (ingegneri/mixers); William Bowden (ingegnere del mastering)
  - Lonely Boy - The Black Keys; The Black Keys e Danger Mouse (produttori); Tom Elmhirst e Kennie Takahashi (ingegneri/mixers); Brian Lucey (ingegnere del mastering)
  - Stronger (What Doesn't Kill You) - Kelly Clarkson; Greg Kurstin (produttore); Șerban Ghenea, John Hanes, Greg Kurstin e Jesse Shatkin (ingegneri/mixers); Chris Gehringer (ingegnere del mastering)
  - We Are Young - fun. feat. Janelle Monáe; Jeff Bhasker (produttore); Jeff Bhasker, Andrew Dawson e Stuart White (ingegneri/mixers); Chris Gehringer (ingegnere del mastering)
  - Thinkin Bout You - Frank Ocean; Frank Ocean (produttore); Jeff Ellis, Pat Thrall e Marcos Tovar (ingegneri/mixers); Vlado Meller (ingegnere del mastering)
  - We Are Never Ever Getting Back Together - Taylor Swift; Max Martin, Shellback e Taylor Swift (produttori); Șerban Ghenea (ingegnere/mixers); Tom Coyne (ingegnere del mastering)
- 2014[7]
  - Get Lucky - Daft Punk feat. Pharrell Williams e Nile Rodgers; Thomas Bangalter e Guy-Manuel de Homem-Christo (produttori); Peter Franco, Mick Guzauski, Florian Lagatta e Daniel Lerner (ingegneri/mixers); Antoine Chabert e Bob Ludwig (ingegnere del mastering)
  - Radioactive - Imagine Dragons; Alex da Kid (produttore); Manny Marroquin e Josh Mosser (ingegneri/mixers); Joe LaPorta (ingegnere del mastering)
  - Royals - Lorde; Joel Little (produttore); Joel Little (ingegnere/mixers); Stuart Hawkes (ingegnere del mastering)
  - Locked Out of Heaven - Bruno Mars; Jeff Bhasker, Emile Haynie, Mark Ronson e The Smeezingtons (produttori); Alalal, Josh Blair, Wayne Gordon, Ari Levine, Manny Marroquin e Mark Ronson (ingegneri/mixers); David Kutch (ingegnere del mastering)
  - Blurred Lines - Robin Thicke feat. T.I. e Pharrell Williams; Pharrell Williams (produttore); Andrew Coleman e Tony Maserati (ingegneri/mixers); Chris Gehringer (ingegnere del mastering)
- 2015[8]
  - Stay with Me (Darkchild Version)[2] - Sam Smith; Steve Fitzmaurice, Rodney Jerkins e Jimmy Napes (produttori); Steve Fitzmaurice, Jimmy Napes e Steve Price (ingegneri/mixers); Tom Coyne (ingegnere del mastering)
  - Fancy - Iggy Azalea feat. Charli XCX; The Arcade e The Invisible Men (produttori); John Armstrong, Anthony Kilhoffer e Eric Weaver (ingegneri/mixers); Miles Showell (ingegnere del mastering)
  - Chandelier - Sia; Greg Kurstin e Jesse Shatkin (produttori); Greg Kurstin, Manny Marroquin e Jesse Shatkin (ingegneri/mixers); Emily Lazar (ingegnere del mastering)
  - Shake It Off - Taylor Swift; Max Martin e Shellback (produttori); Șerban Ghenea, John Hanes, Sam Holland e Michael Ilbert (ingegneri/mixers); Tom Coyne (ingegnere del mastering)
  - All About That Bass - Meghan Trainor; Kevin Kadish (produttore); Kevin Kadish (ingegnere/mixers); Dave Kutch (ingegnere del mastering)
- 2016[9]
  - Uptown Funk - Mark Ronson feat. Bruno Mars; Jeff Bhasker, Bruno Mars e Mark Ronson (produttori); Josh Blair, Șerban Ghenea, Wayne Gordon, John Hanes, Inaam Haq, Boo Mitchell, Charles Moniz e Mark Ronson (ingegneri/mixers); Tom Coyne (ingegnere del mastering)
  - Really Love - D'Angelo; D'Angelo (produttore); Russell Elevado e Ben Kane (ingegneri/mixers); Dave Collins (ingegnere del mastering)
  - Thinking Out Loud - Ed Sheeran; Jake Gosling (produttore); Jake Gosling, Mark "Spike" Stent e Geoff Swan (ingegneri/mixers); Stuart Hawkes (ingegnere del mastering)
  - Blank Space - Taylor Swift; Max Martin e Shellback (produttori); Șerban Ghenea, John Hanes, Sam Holland e Michael Ilbert (ingegneri/mixers); Tom Coyne (ingegnere del mastering)
  - Can't Feel My Face - The Weeknd; Max Martin e Ali Payami (produttori); Șerban Ghenea, John Hanes e Sam Holland (ingegneri/mixers); Tom Coyne (ingegnere del mastering)
- 2017[10]
  - Hello[2] - Adele; Greg Kurstin (produttore); Julian Burg, Tom Elmhirst, Emile Haynie, Greg Kurstin, Liam Nolan, Alex Pasco e Joe Visciano (ingegneri/mixers); Tom Coyne e Randy Merrill (ingegnere del mastering)
  - Formation - Beyoncé; Beyoncé Knowles, Mike Will Made It e Pluss (produttori); Jaycen Joshua e Stuart White (ingegneri/mixers); Dave Kutch (ingegnere del mastering)
  - 7 Years - Lukas Graham; Future Animals e Pilo (produttori); Delbert Bowers, Sebastian Fogh, Stefan Forrest e David LaBrel (ingegneri/mixers); Tom Coyne (ingegnere del mastering)
  - Work - Rihanna feat. Drake; Boi-1da (produttore); Noel "Gadget" Campbell, Kuk Harrell, Manny Marroquin, Noah "40" Shebib e Marcos Tovar (ingegneri/mixers); Chris Gehringer (ingegnere del mastering)
  - Stressed Out - Twenty One Pilots; Mike Elizondo e Tyler Joseph (produttori); Neal Avron e Adam Hawkins (ingegneri/mixers); Chris Gehringer (ingegnere del mastering)
- 2018[11]
  - 24K Magic - Bruno Mars; Shampoo Press e Curl (produttori); Șerban Ghenea, John Hanes e Charles Moniz (ingegneri/mixers); Tom Coyne (ingegnere del mastering)
  - Redbone - Childish Gambino; Donald Glover e Ludwig Göransson (produttori); Donald Glover, Ludwig Göransson, Riley Mackin e Ruben Rivera (ingegneri/mixers); Bernie Grundman (ingegnere del mastering)
  - Despacito - Luis Fonsi & Daddy Yankee feat. Justin Bieber; Josh Gudwin, Mauricio Rengifo e Andrés Torres (produttori); Josh Gudwin, Jaycen Joshua, Chris ‘TEK’ O’Ryan, Mauricio Rengifo, Juan G Rivera "Gaby Music", Luis “Salda” Saldarriaga e Andrés Torres (ingegneri/mixers); Dave Kutch (ingegnere del mastering)
  - The Story Of O.J. - Jay-Z; Jay-Z e No I.D. (produttori); Jimmy Douglass e Gimel "Young Guru" Keaton (ingegneri/mixers); Dave Kutch (ingegnere del mastering)
  - HUMBLE - Kendrick Lamar; Asheton Hogan e Mike Will Made It (produttori); Derek "MixedByAli" Ali, James Hunt e Matt Schaeffer (ingegneri/mixers); Mike Bozzi (ingegnere del mastering)
- 2019[12]
  - This Is America[2] - Childish Gambino; Donald Glover e Ludwig Göransson (produttori); Derek "MixedByAli" Ali, Kesha Lee, Riley Mackin, Shaan Singh e Alex Tumay (ingegneri/mixers); Mike Bozzi (ingegnere del mastering)
  - I Like It - Cardi B, Bad Bunny e J Balvin; Invincible, J. White Did It, Craig Kallman e Tainy (produttori); Leslie Brathwaite, Kuk Harrell, Evan LaRay e Simone Torres (ingegneri/mixers); Colin Leonard (ingegnere del mastering)
  - The Joke - Brandi Carlile ; Dave Cobb e Shooter Jennings (produttori); Tom Elmhirst e Eddie Spear (ingegneri/mixers); Pete Lyman (ingegnere del mastering)
  - God's Plan - Drake; Boi-1da, Cardo e Young Exclusive (produttori); Noel Cadastre, Noel "Gadget" Campbell e Noah Shebib (ingegneri/mixers); Chris Athens (ingegnere del mastering)
  - Shallow - Lady Gaga e Bradley Cooper; Lady Gaga e Benjamin Rice (produttori); Brandon Bost e Tom Elmhirst (ingegneri/mixers); Randy Merrill (ingegnere del mastering)
  - All the Stars - Kendrick Lamar e SZA; Al Shux e Sounwave (produttori); Sam Ricci e Matt Schaeffer (ingegneri/mixers); Mike Bozzi (ingegnere del mastering)
  - Rockstar - Post Malone feat. 21 Savage; Louis Bell e Tank God (produttori); Louis Bell, Lorenzo Cardona, Manny Marroquin e Ethan Stevens (ingegneri/mixers); Mike Bozzi (ingegnere del mastering)
  - The Middle - Zedd, Maren Morris e Grey; Grey, The Monsters and the Strangerz e Zedd (produttori); Grey, Tom Norris, Ryan Shanahan e Zedd (ingegneri/mixers); Mike Marsh (ingegnere del mastering)

### 2020

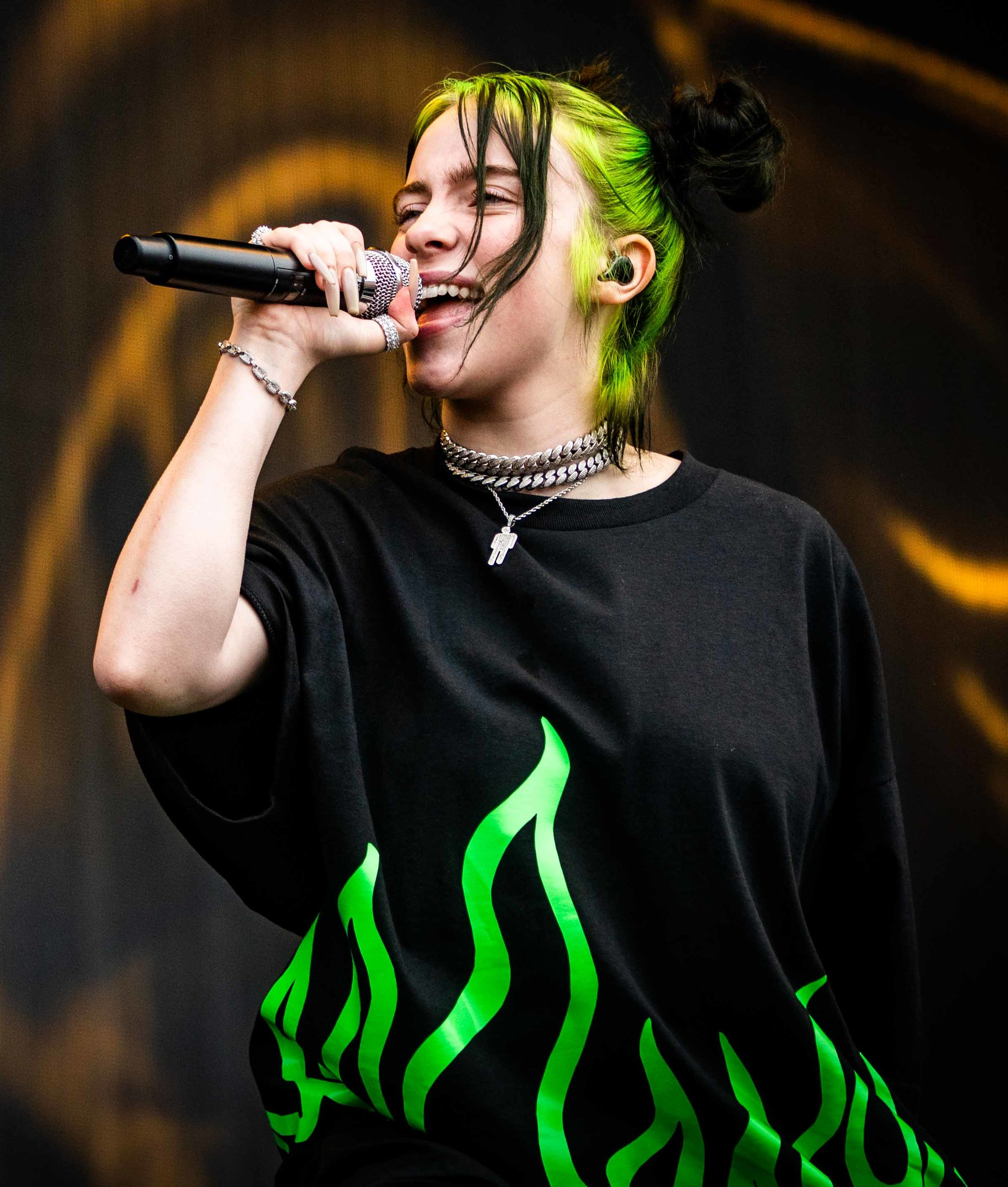
Billie Eilish è stata la seconda artista a vincere il premio due volte consecutivamente nel 2020 e 2021. L'artista è inoltre la più giovane vincitrice della categoria.

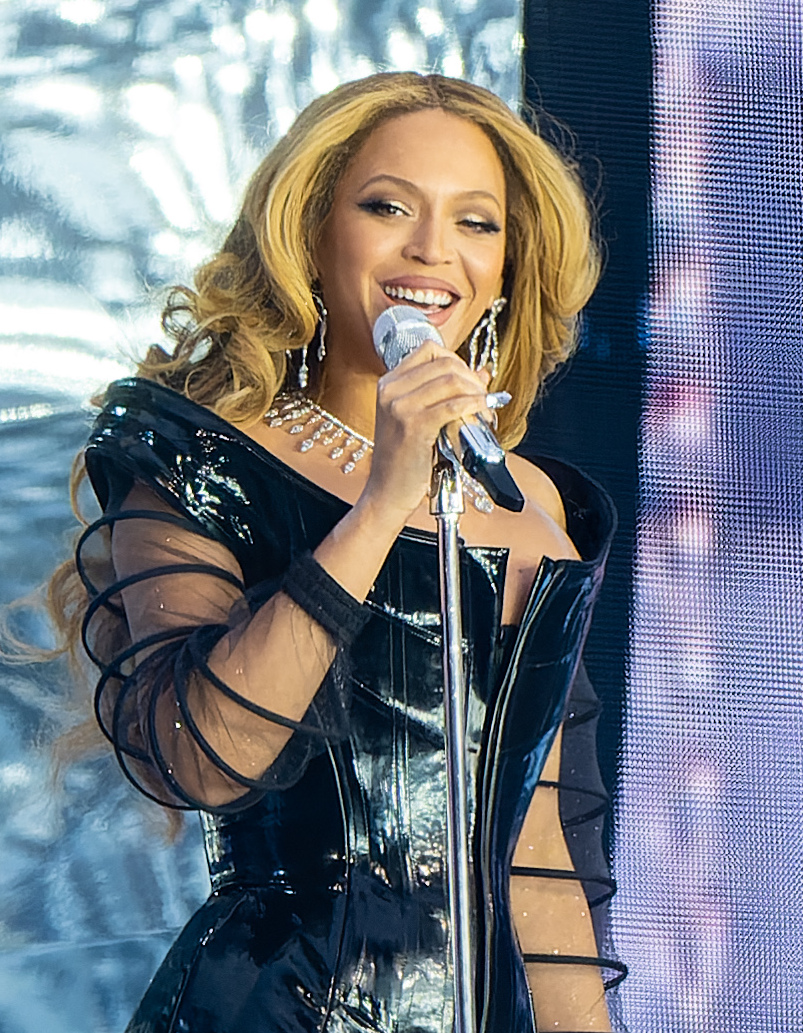
Beyoncé è l'artista più nominata nella categoria, con nove candidature.

- 2020[13]
  - Bad Guy[2] - Billie Eilish; Finneas O'Connell (produttore); Rob Kinelski e Finneas O'Connell (ingegneri/mixers); John Greenham (ingegnere del mastering)
  - Hey, Ma - Bon Iver; BJ Burton, Brad Cook, Chris Messina e Justin Vernon (produttori); BJ Burton, Zach Hansen e Chris Messina (ingegneri/mixers); Greg Calbi (ingegnere del mastering)
  - 7 Rings - Ariana Grande; Charles Anderson, Tommy Brown, Michael Foster e Victoria Monet (produttori); Șerban Ghenea, John Hanes, Billy Hickey e Brendan Morawski (ingegneri/mixers); Randy Merrill (ingegnere del mastering)
  - Hard Place - H.E.R.; Rodney “Darkchild” Jerkins (produttore); Joseph Hurtado, Jaycen Joshua, Derek Keota e Miki Tsutsumi (ingegneri/mixers); Colin Leonard (ingegnere del mastering)
  - Talk - Khalid; Disclosure e Denis Kosiak (produttori); Ingmar Carlson, Jon Castelli, Josh Deguzman, John Kercy, Denis Kosiak, Guy Lawrence e Michael Romero (ingegneri/mixers); Dale Becker (ingegnere del mastering)
  - Old Town Road - Lil Nas X feat. Billy Ray Cyrus; Andrew "VoxGod" Bolooki, Jocelyn "Jozzy" Donald e YoungKio (produttori); Andrew "VoxGod" Bolooki e Cinco e Joe Grasso (ingegneri/mixers); Eric Lagg (ingegnere del mastering)
  - Truth Hurts - Lizzo; Ricky Reed e Tele (produttori); Chris Galland, Manny Marroquin ed Ethan Shumaker (ingegneri/mixers); Chris Gehringer (ingegnere del mastering)
  - Sunflower - Post Malone e Swae Lee; Louis Bell e Carter Lang (produttori); Louis Bell e Manny Marroquin (ingegneri/mixers); Mike Bozzi (ingegnere del mastering)
- 2021[14]
  - Everything I Wanted - Billie Eilish; Finneas O'Connell (produttore); Rob Kinelski e Finneas O'Connell (ingegneri/mixers); John Greenham (ingegnere del mastering)
  - Black Parade - Beyoncé; Beyoncé e Derek Dixie (produttori); Stuart White (ingegneri/mixers); Colin Leonard (ingegnere del mastering)
  - Colors - Black Pumas; Adrian Quesada (produttore); Adrian Quesada (ingegnere/mixer); JJ Golden (ingegnere del mastering)
  - Rockstar - DaBaby feat. Roddy Ricch; SethinTheKitchen (produttore); Derek "MixedByAli" Ali, Chris Dennis e Liz Robson (ingegneri/mixers); Susan Tabor (ingegnere del mastering)
  - Say So - Doja Cat; Tyson Trax (produttore); Clint Gibbs (ingegneri/mixers); Mike Bozzi (ingegnere del mastering)
  - Don't Start Now - Dua Lipa; Caroline Ailin e Ian Kirkpatrick (produttori); Josh Gudwin, Drew Jurecka e Ian Kirkpatrick (ingegneri/mixers); Chris Gehringer (ingegnere del mastering)
  - Circles - Post Malone; Louis Bell, Frank Dukes e Post Malone (produttori); Louis Bell e Manny Marroquin (ingegneri/mixers); Mike Bozzi (ingegnere del mastering)
  - Savage - Megan Thee Stallion feat. Beyoncé; Beyoncé e J. White Did It (produttori); Stuart White (ingegnere/mixer); Colin Leonard (ingegnere del mastering)
- 2022[15]
  - Leave the Door Open[2] - Silk Sonic; Dernst "D'Mile" Emile II e Bruno Mars (produttori); Șerban Ghenea, John Hanes e Charles Moniz (ingegneri/mixers); Randy Merrill (ingegnere del mastering)
  - Still Have Faith in You - ABBA; Benny Andersson e Björn Ulvaeus (produttori); Benny Andersson e Bernard Löhr (ingegneri/mixers); Björn Engelmann (ingegnere del mastering)
  - Freedom - Jon Batiste; Jon Batiste, Kizzo ed Autumn Rowe (produttori); Russ Elevado, Kizzo e Manny Marroquin (ingegneri/mixers); Michelle Mancini (ingegnere del mastering)
  - I Get a Kick Out of You - Tony Bennett e Lady Gaga; Dae Bennett (produttore); Dae Bennett e Josh Coleman (ingegneri/mixers); Greg Calbi e Steve Fallone (ingegneri del mastering)
  - Peaches - Justin Bieber feat. Daniel Caesar e Giveon; Josh Gudwin, Harv, Shndo ed Andrew Watt (produttori); Josh Gudwin ed Andrew Watt (ingegneri/mixers); Colin Leonard (ingegnere del mastering)
  - Right on Time - Brandi Carlile; Dave Cobb e Shooter Jennings (produttori); Brandon Bell e Tom Elmhirst (ingegneri/mixers); Pete Lyman (ingegnere del mastering)
  - Kiss Me More - Doja Cat feat. SZA; Rogét Chahayed, tizhimself e Yeti Beats (produttori); Rob Bisel, Șerban Ghenea, Rian Lewis e Joe Visciano (ingegneri/mixers); Mike Bozzi (ingegnere del mastering)
  - Happier than Ever - Billie Eilish; Finneas O'Connell (produttore); Billie Eilish, Finneas O'Connell e Rob Kinelski (ingegneri/mixers); Dave Kutch (ingegnere del mastering)
  - Montero (Call Me by Your Name) - Lil Nas X; Omer Fedi, Roy Lenzo e Take A Daytrip (produttori); Denzel Baptiste, Șerban Ghenea e Roy Lenzo (ingegneri/mixers); Chris Gehringer (ingegnere del mastering)
  - Drivers License - Olivia Rodrigo; Daniel Nigro (produttore); Mitch McCarthy e Nigro (ingegneri/mixers); Randy Merrill (ingegnere del mastering)
- 2023[16]
  - About Damn Time - Lizzo; Ricky Reed e Blake Slatkin (produttori); Patrick Kehrier, Bill Malina e Manny Marroquin (ingegneri/mixers); Emerson Mancini (ingegnere del mastering)
  - Don't Shut Me Down - ABBA; Benny Andersson (produttori); Benny Andersson e Bernard Löhr (ingegneri/mixers); Björn Engelmann (ingegnere del mastering)
  - Easy on Me - Adele; Greg Kurstin (produttore); Julian Burg, Tom Elmhirst e Greg Kurstin  (ingegneri/mixers); Randy Merrill (ingegnere del mastering)
  - Break My Soul - Beyoncé; Beyoncé, Terius "The-Dream" Gesteelde-Diamant, Jens Christian Isaksen e Christopher "Tricky" Stewart (produttori); Brandon Harding, Chris McLaughlin e Stuart White (ingegneri/mixers); Colin Leonard (ingegnere del mastering)
  - Good Morning Gorgeous - Mary J. Blige; D'Mile e H.E.R. (produttori); Bryce Bordone, Șerban Ghenea e Pat Kelly (ingegneri/mixers)
  - You and Me on the Rock - Brandi Carlile e Lucius; Dave Cobb e Shooter Jennings (produttori); Brandon Bell, Tom Elmhirst e Michael Harris (ingegneri/mixers); Pete Lyman (ingegnere del mastering)
  - Woman - Doja Cat; Crate Classics, Linden Jay, Aynzli Jones e Yeti Beats (produttori); Jesse Ray Ernster, Tyler Sheppard, Kalani Thompson e Rian Lewis (ingegneri/mixers); Mike Bozzi (ingegnere del mastering)
  - Bad Habit - Steve Lacy; Steve Lacy (produttore); Neal Pogue e Karl Wingate (ingegneri/mixers); Mike Bozzi (ingegnere del mastering)
  - The Heart Part 5 - Kendrick Lamar; Beach Noise (produttore); Beach Noise, Rob Bisel, Ray Charles Brown Jr., James Hunt, Johnny Kosich, Matt Schaeffer e Johnathan Turner (ingegneri/mixers); Emerson Mancini (ingegnere del mastering)
  - As It Was - Harry Styles; Tyler Johnson e Kid Harpoon (produttori); Jeremy Hatcher e Spike Stent (ingegneri/mixers); Randy Merrill (ingegnere del mastering)
- 2024[17][18]
  - Flowers – Miley Cyrus; Kid Harpoon e Tyler Johnson, produttori; Michael Pollack, Brian Rajaratnam e Mark Spike Stent, ingegneri/mixers; Joe LaPorta, ingegnere del mastering
  - Worship – Jon Batiste; Jon Batiste, Jon Bellion, Pete Nappi e Tenroc, produttori; Șerban Ghenea e Pete Nappi, ingegneri/mixers; Chris Gehringer, ingegnere del mastering
  - Not Strong Enough – Boygenius; Boygenius e Catherine Marks, produttori; Owen Lantz, Catherine Marks, Mike Mogis, Bobby Mota, Kaushlesh Garry Purohit e Sarah Tudzin, ingegneri/mixers; Pat Sullivan, ingegnere del mastering
  - What Was I Made For? – Billie Eilish; Billie Eilish e Finneas O'Connell, produttori; Billie Eilish, Rob Kinelski e Finneas O'Connell, ingegneri/mixers; Chris Gehringer, ingegnere del mastering
  - On My Mama – Victoria Monét; Deputy, D'Mile e Jeff Gitelman, produttori; Patrizio Pigliapoco e Todd Robinson, ingegneri/mixers; Colin Leonard, ingegnere del mastering
  - Vampire – Olivia Rodrigo; Dan Nigro, produttore; Șerban Ghenea, Michael Harris, Chris Kasych, Dan Nigro e Dan Viafore, ingegneri/mixers; Randy Merrill, ingegnere del mastering
  - Anti-Hero – Taylor Swift; Jack Antonoff e Taylor Swift, produttori; Jack Antonoff, Șerban Ghenea, Laura Sisk e Lorenzo Wolff, ingegneri/mixers; Randy Merrill, ingegnere del mastering
  - Kill Bill – SZA: Rob Bisel e Carter Lang, produttori; Rob Bisel, ingegnere/mixer; Dale Becker, ingegnere del mastering
- 2025[19]
  - Not like Us – Kendrick Lamar; Sean Momberger, Mustard e Sounwave, produttori; Ray Charles Brown Jr. e Johnathan Turner, ingegneri/mixers; Nicolas de Porcel, ingegnere del mastering
  - Now and Then – The Beatles; Giles Martin e Paul McCartney, produttori; Geoff Emerick, Steve Genewick, Jon Jacobs, Greg McAllister, Steve Orchard, Keith Smith, Mark 'Spike' Stent e Bruce Sugar, ingegneri/mixers; Miles Showell, ingegnere del mastering
  - Texas Hold 'Em – Beyoncé: Beyoncé, Nate Ferraro, Killah B e Raphael Saadiq, produttori; Hotae Alexander Jang, Alex Nibley e Stuart White, ingegneri/mixers; Colin Leonard, ingegnere del mastering
  - Espresso – Sabrina Carpenter; Julian Bunetta, produttore; Julian Bunetta e Jeff Gunnell, ingegneri/mixers; Nathan Dantzler, ingegnere del mastering.
  - 360 – Charli XCX; Cirkut e A. G. Cook, produttori; Cirkut e Manny Marroquin, ingegneri/mixers; Idania Valencia, ingegnere del mastering
  - Birds of a Feather – Billie Eilish; Finneas e Billie Eilish, produttori; Thom Beemer, Jon Castelli, Billie Eilish, Aron Forbes, Brad Lauchert, Finneas e Chaz Sexton, ingegneri/mixers; Dale Becker, ingegnere del mastering
  - Good Luck, Babe! – Chappell Roan; Dan Nigro, produttore; Mitch McCarthy e Dan Nigro, ingegneri/mixers; Randy Merrill, ingegnere del mastering
  - Fortnight – Taylor Swift featuring Post Malone; Jack Antonoff, Louis Bell e Taylor Swift, produttori; Louis Bell, Bryce Bordone, Șerban Ghenea, Sean Hutchinson, Oli Jacobs, Michael Riddleberger e Laura Sisk, ingegneri/mixers; Randy Merrill, ingegnere del mastering